# Buđ
Pour les articles homonymes, voir Bud.
Buđ (en serbe cyrillique : Буђ) est un village de Bosnie-Herzégovine. Il est situé sur le territoire de la ville d'Istočno Sarajevo, dans la municipalité de Pale et dans la république serbe de Bosnie. Selon les premiers résultats du recensement bosnien de 2013, il compte 26 habitants.

## Histoire
Sur le territoire du village se trouve la nécropole de Mramorje, qui abrite 127 stećci, un type particulier de tombes médiévales ; le site est inscrit sur la liste des monuments nationaux et sur celle des 22 sites avec des stećci proposés par le pays pour une inscription au patrimoine mondial de l'UNESCO.

## Démographie

### Évolution historique de la population dans la localité
| 1948 | 1953 | 1961 | 1971 | 1981 | 1991 | 2013 |
| ---- | ---- | ---- | ---- | ---- | ---- | ---- |
| -    | -    | 170  | 162  | 110  | 57   | 26   |

|  |